# Чумак, Павел Иванович
Па́вел Ива́нович Чума́к (10 марта 1925, Одесская область — 5 июня 1997, Кишинёв) — советский военнослужащий, участник Великой Отечественной войны, Герой Советского Союза; в 1945 году — командир отделения 780-го стрелкового полка, сержант.

## Биография
Родился 10 марта 1925 года в селе Пасицелы Балтского района Одесской области Украинской ССР. Украинец. Член КПСС с 1957 года. Окончил 7 классов. С августа 1941 года по март 1944 года находился на временно оккупированной территории.
В апреле 1944 года после освобождения села призван в Красную Армию и направлен в 780-й стрелковый полк 214-й стрелковой дивизии. Окончил полковую школу младших командиров. В действующей армии с июля 1944 года. В составе 27-го гвардейского стрелкового корпуса 2-го Украинского фронта участвовал в Ясско-Кишинёвской операции. В сентябре того же года 214-я стрелковая дивизия в составе 52-й армии была переброшена в Польшу и вошла в состав 1-го Украинского фронта.
В январе 1945 года, ведя наступление с Сандомирского плацдарма в ходе Сандомирско-Силезской операции, она освободила ряд населённых пунктов Польши и после пятисоткилометрового продвижения 25 января вышла к реке Одер в районе города Бреслау.
В ночь на 26 января сержант Чумак в числе первых на подручных средствах переправился через Одер в районе населённого пункта Цедлиц, 5 километров севернее города Олау. Его отделение с ходу вступило в бой и захватило важную позицию. При отражении контратаки превосходящих сил противника Чумак заменил выбывшего из строя пулемётчика и уничтожил 17 солдат и двух офицеров врага, чем обеспечил удержание своих позиций.
Указом Президиума Верховного Совета СССР от 10 апреля 1945 года за мужество, отвагу и героизм, сержант Чумак Павел Иванович удостоен звания Героя Советского Союза с вручением ордена Ленина и медали «Золотая Звезда».
В дальнейшем П. И. Чумак участвовал в Нижне-Силезской, Берлинской и Пражской операциях.
После войны продолжал служить в армии. В 1948 году окончил Киевское танко-техническое училище. С 1968 года майор Чумак — в запасе. Жил в Кишинёве. Работал слесарем на тракторном заводе. Умер 5 июня 1997 года. Похоронен на Центральном кладбище в Кишинёве.
Награждён орденами Ленина, Отечественной войны 1-й степени, медалями.